# Sieciechów
Sieciechów è un comune rurale polacco del distretto di Kozienice, nel voivodato della Masovia.
Ricopre una superficie di 61,26 km² e nel 2004 contava 4 251 abitanti.